# Kerteminde

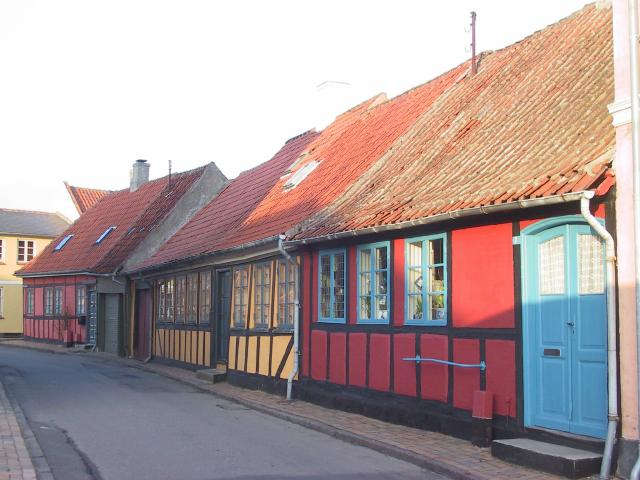
Zabytkowa ulica Kerteminde

Kerteminde – miasto w Danii, na wyspie Fionia, założone w 1300 roku.
Siedziba władz gminy Kerteminde. 
W 2010 r. miasto to zamieszkiwało 5712 osób. W 2013 r. 5880 osób. 
Miasto należy do regionu Południowej Danii. Duży i ważny port rybacki Fionii. 
W latach 1970-2006 siedziba dawnej gminy Kerteminde. 
Urodził się i mieszkał tutaj malarz Johannes Larsen.

## Miasta partnerskie
- Loksa, Estonia
- Lempäälä, Finlandia
- Forsand, Norwegia
- Øvre Eiker, Norwegia
- North Berwick, Szkocja
- Ulricehamn, Szwecja
- Rožnov pod Radhoštěm, Czechy
- Schwentinental, Niemcy